# La Chapelle-Neuve (Morbihan)
La Chapelle-Neuve (in bretone: Ar Chapel-Nevez) è un comune francese di 756 abitanti situato nel dipartimento del Morbihan nella regione della Bretagna.

## Società

### Evoluzione demografica
Abitanti censiti